# Anastassija Kudinowa
Anastassija Walerjewna Kudinowa (russisch Анастасия Валерьевна Кудинова, engl. Transkription Anastsiya Valeryevna Kudinova; * 27. Februar 1988 in Syrjanowsk, Kasachische SSR, UdSSR) ist eine kasachische Leichtathletin, die sich auf den 400-Meter-Lauf spezialisiert hat, aber zu Beginn ihrer Karriere auch im Mehrkampf sowie im Weitsprung an den Start ging.

## Sportliche Laufbahn
Erste Erfahrungen bei internationalen Meisterschaften sammelte Anastassija Kudinowa im Jahr 2011, als sie bei den Asienmeisterschaften in Kōbe mit 5060 Punkten den sechsten Platz im Siebenkampf belegte. Im Jahr darauf gewann sie bei den Hallenasienmeisterschaften in Hangzhou im Weitsprung mit 6,23 m die Silbermedaille hinter der Chinesin Lu Minjia. 2013 erreichte sie bei den Asienmeisterschaften in Pune mit 5,67 m Rang elf. 
Seit 2015 startete sie vermehrt im Sprint und gewann bei den Asienmeisterschaften in Wuhan in 53,41 s die Bronzemedaille hinter der Chinesin Yang Huizhen und M. R. Poovamma aus Indien und auch mit der kasachischen 4-mal-400-Meter-Staffel gewann sie in 3:35,14 min die Bronzemedaille hinter den Teams aus China und Indien. 
2016 qualifizierte sie sich für die Teilnahme an den Olympischen Spielen in Rio de Janeiro und schied mit 56,03 s im Vorlauf aus, wurde kurz darauf aber positiv auf die verbotene Substanz Drostanolon getestet und daraufhin für vier Jahre gesperrt und ihr Ergebnis bei den Spielen annulliert.
2009 wurde Kudinowa kasachische Meisterin im Siebenkampf sowie 2012 im Weitsprung. In der Halle siegte sie 2012 im Weitsprung sowie mit der 4-mal-400-Meter-Staffel. 2016 siegte sie mit der 4-mal-400-Meter-Staffel.

## Persönliche Bestzeiten
- 400 Meter: 52,15 s, 9. Juni 2016 in Taschkent
  - 400 Meter (Halle): 55,43 s, 31. Januar 2016 in Öskemen
- Weitsprung: 6,41 m (+0,3 m/s), 19. Juni 2016 in Almaty
  - Weitsprung (Halle): 6,43 m, 28. Januar 2012 in Qaraghandy
- Siebenkampf: 5060 Punkte, 9. Juli 2011 in Kōbe
  - Fünfkampf (Halle): 3623 Punkte, 1. März 2009 in Qaraghandy